# Steve Lehman (photographe)
Ne doit pas être confondu avec Steve Lehman.
Steve Lehman né en 1964, est un photographe américain connu pour ses photos du Tibet publiées dans Les Tibétains en lutte pour leur survie.

## Biographie
En 1987, alors âgé de 23 ans, il se rend au Tibet dans le cadre d'un projet anthropologique pour photographier les habitants de villages troglodytes. En chemin, il assiste au premier trouble en Chine communiste dont des étrangers sont témoins. Il est à Lhassa près du Jokhang le matin du 27 septembre 1987 quand des moines manifestent pour l’indépendance du Tibet. Il prend des photos,  est arrêté et mis en détention. Il parvient cependant à sortir de Chine une bande de film. Ses photos sont parues en première page du New York Times en octobre 1987. Parmi ses photos les plus célèbres, se trouvent celles de Jampa Tenzin, un moine du Jokhang photographié également par John Ackerly, un autre américain témoin de cette même manifestation . Jampa Tenzin est mort en 1992 dans des circonstances non élucidées,. Cette rencontre fortuite avec des moines indépendantistes a amené Lehman a s'intéresser à la cause tibétaine. 
Pendant 10 ans, il fait plusieurs voyages au Tibet et à Dharamsala et publie ses photos en 1998 dans un ouvrage traduit en français l'année suivante sous le titre Les Tibétains en lutte pour leur survie.

## Prix
- Best Book Award, Pictures of the Year, 1999
- First Place in the general news category (China coverage), Pictures of the Year 1998.
- Award of Excellence in Pictures of the Year (Rwanda Coverage), 1995
- Honorable Mention, World Press Photo (coverage of the military takeover in Burma), 1989.

## Publications
- Steve Lehman, Les Tibétains en lutte pour leur survie, préface de Jean-Paul Ribes ; essai de Robbie Barnett ; traduit de l'américain, 1999, 200 p.  (ISBN 2842300858)